# Amtsgericht Deutsch-Oth
Das Amtsgericht Deutsch-Oth (auch Amtsgericht Deutschoth) war ein deutsches Amtsgericht mit Sitz in Deutsch-Oth in den Jahren 1905 bis 1918.

## Geschichte
Im Rahmen der Reichsjustizgesetze wurden 1879 die Friedensgerichte im Reichsland Elsass-Lothringen aufgehoben und Amtsgerichte gebildet. In Deutsch-Oth entstand dabei kein Amtsgericht. Das Amtsgericht Diedenhofen wurde mit Verordnung des Statthalters vom 13. März 1905 gebildet und war dem Landgericht Metz nachgeordnet.
Nach der Abtretung Elsass-Lothringens an Frankreich nach dem Ersten Weltkrieg wurde das Amtsgericht Deutsch-Oth als „Tribunal cantonal d'Audun-le-Tiche“ weitergeführt. Im Zweiten Weltkrieg wurde 1940 von der deutschen Besatzungsmacht die vorgefundene Gerichtsstruktur unter Verwendung deutscher Ortsnamen und Behördenbezeichnungen, hier als Amtsgericht Deutsch-Oth, fortgeführt. Dieses war nun jedoch dem neu gebildeten Landgericht Diedenhofen nachgeordnet.